# Steve Lundquist
Stephen K. (Steve) Lundquist (Atlanta, 20 februari 1961) is een Amerikaans zwemmer.

## Biografie
Lundquist kon niet deelnemen aan de  Olympische Zomerspelen van 1980 vanwege de Amerikaanse boycot.
Tijdens de Wereldkampioenschappen zwemsporten 1982 won Lundquist de gouden medaille op de 100m schoolslag en de  4×100 meter wisselslag.
Tijdens de Olympische Zomerspelen van 1984 in eigen land won Lundquist de gouden medaille op de 100m schoolslag en de 4×100 meter wisselslag.

## Internationale toernooien
| Jaar | Olympische Spelen                                        | Wereldkampioenschappen              | Pan-Amerikaanse Spelen                                                  |
| ---- | -------------------------------------------------------- | ----------------------------------- | ----------------------------------------------------------------------- |
| 1978 |                                                          | 1e 4x100m wisselslag (series)       |                                                                         |
| 1979 |                                                          |                                     | 100m schoolslag · 200m schoolslag · 4x100m wisselslag                   |
| 1980 | Amerikaanse boycot                                       |                                     |                                                                         |
| 1981 |                                                          |                                     |                                                                         |
| 1982 |                                                          | 100m schoolslag · 4x100m wisselslag |                                                                         |
| 1983 |                                                          |                                     | 100m schoolslag · 200m schoolslag · 200m wisselslag · 4x100m wisselslag |
| 1984 | 100m schoolslag · 6e 200m wisselslag · 4x100m wisselslag |                                     |                                                                         |

1968: Don McKenzie ·
1972: Nobutaka Taguchi ·
1976: John Hencken ·
1980: Duncan Goodhew ·
1984: Steve Lundquist ·
1988: Adrian Moorhouse ·
1992: Nelson Diebel ·
1996: Frédérik Deburghgraeve ·
2000: Domenico Fioravanti ·
2004: Kosuke Kitajima ·
2008: Kosuke Kitajima ·
2012: Cameron van der Burgh ·
2016: Adam Peaty ·
2020: Adam Peaty ·
2024: Nicolò Martinenghi
1960: McKinney, Hait, Larson, Farrell ·
1964: Mann, Craig, Schmidt, Clark ·
1968: Hickcox, McKenzie, Russell, Walsh ·
1972: Stamm, Bruce, Spitz, Heidenreich ·
1976: Naber, Hencken, Vogel, Montgomery ·
1980: Kerry, Evans, Tonelli, Brooks ·
1984: Carey, Lundquist, Morales, Gaines ·
1988: Berkoff, Schroeder, Biondi, Jacobs ·
1992: Rouse, Diebel, Morales, Olsen ·
1996: Rouse, Linn, Henderson, Hall ·
2000: Krayzelburg, Moses, Crocker, Hall ·
2004: Peirsol, Hansen, Crocker, Lezak ·
2008: Peirsol, Hansen, Phelps, Lezak ·
2012: Grevers, Hansen, Phelps, Adrian ·
2016: Murphy, Miller, Phelps, Adrian  ·
2020: Murphy, Andrew, Dressel, Apple  ·
2024: Xu, Qin, Sun, Pan
- Virtual International Authority File: 301550153